# Hellinsia iraneaus
Hellinsia iraneaus là một loài bướm đêm thuộc họ Pterophoridae. Loài này có ở New Guinea.